# Lisbon Story
Lisbon Story ist ein Spielfilm des deutschen Regisseurs Wim Wenders aus dem Jahr 1994.

## Handlung
Der Toningenieur und Geräuschemacher Philipp Winter erhält per Postkarte aus Lissabon einen knapp formulierten Hilferuf eines Freundes, des Regisseurs Friedrich Monroe. Statt per Post zu antworten, beschließt er, mit seinem Auto dorthin zu fahren. Die Reise wird von mehreren Pannen unterbrochen, doch schließlich gelangt er an die richtige Adresse. Allerdings ist Friedrich nicht daheim, so dass sich Philipp in seiner Wohnung einrichtet. 
Er wird am nächsten Tag von einer Gruppe Jugendlicher überrascht, die ihn mit Videokameras filmen und sich als Friedrichs Assistenten bezeichnen. Sie versichern Philipp, dass Friedrich bestimmt bald wiederkomme. Dieselbe Auskunft erhält er von der Musikgruppe Madredeus, die Musik für den Film aufnehmen und deren Sängerin das Haus gehört. Philipp ist von ihrer Musik und besonders von der Person der Sängerin fasziniert, zu der sich eine zarte Romanze entwickelt.
Um sich zu beschäftigen, schaut er sich Friedrichs Filmmaterial über Lissabon an und geht mit seinem Tonaufnahmegerät durch die Stadt, um Audiomaterial einzufangen. Dabei hat er skurrile Begegnungen mit unterschiedlichen Leuten und Situationen. Mehrmals trifft er auf einen geheimnisvollen scheuen Jungen, der bei seinem Anblick sofort davonläuft.
Schließlich trifft er überrascht auf Friedrich, der ihm erzählt, er habe beschlossen, keine bewusst gestalteten Filme mehr zu machen, da die Bilder darin sämtlich gefärbt und nicht „ehrlich“ seien. Er selbst filme die Stadt nur noch mit einer auf dem Rücken getragenen Kamera, ohne in den Sucher zu schauen. Der geheimnisvolle Junge, der stumm ist, assistiert ihm dabei.
Philipp lässt Friedrich eine Audiobotschaft zukommen, in der er ihn davon überzeugt, dass doch erst die menschliche Gestaltungskraft aus rohem Filmmaterial ein eindrucksvolles Werk machen könne. Zum Schluss des Films reisen sie gemeinsam filmend durch Lissabon.

## Hintergrund
Der Film ist eine Hommage an die Stadt Lissabon anlässlich ihres Jahres als Kulturhauptstadt Europas 1994, aber auch an das Kino zu seinem hundertsten Geburtstag. Er fängt den Charme der Gassen in den alten Vierteln Lissabons ein.
Den Altmeister des europäischen Autorenfilms, Manoel de Oliveira, ehrt Wenders hier mit einem Cameo-Auftritt. Wenders spielt auch auf seinen Film Der Stand der Dinge an, den er 1981 hier drehte. So spielt wieder Patrick Bauchau den Regisseur, und auch sein Name („Monroe“) ist eine Anspielung auf 1981, wo er „Munro“ hieß. Die Hauptrolle hat – mit leicht veränderter Schreibweise – denselben Namen wie in Alice in den Städten und wird auch vom selben Darsteller verkörpert.
In kurzen Nebenrollen treten der portugiesische Schauspieler Henrique Canto e Castro als Friseur, und der Filmregisseur João Canijo als kleiner Gauner auf. Der spätere Regisseur Marco Martins war Assistent bei den Dreharbeiten.

## Rezeption
„Wim Wenders´ kleiner, aber feiner Portugal-Trip ist einer der schönsten Filme des Jahres, mit der ausdruckstärksten Filmmusik seit Jahren (Madredeus) und dem gelungensten Ton-Design seit Altman und Fassbinder.“

Der Soundtrack der Gruppe Madredeus verschaffte ihr internationale Bekanntheit und kam unter dem Titel Ainda (port. für: „noch“) in verschiedenen Ländern Europas bis in die Hitparaden, auch in Deutschland.

### Auszeichnungen
1996 wurde der Film für den Deutschen Filmpreis nominiert. Im selben Jahr erhielt Wim Wenders eine Nominierung für das italienische Nastro d’Argento als bester Regisseur eines ausländischen Films.